# كريس متزين
كريس متزين (بالإنجليزية: Chris Metzen)‏ مواليد 22 نوفمبر 1973، هو مصمم ألعاب فيديو وفنان ومؤدي صوت أمريكي. معروف بعمله على صنع العوالم الخيالية على ألعاب شركة بليزارد إنترتينمنت الفائزة بعدة جوائز مثل ووركرافت وديابلو وستاركرافت.

## الأعمال
- ديابلو
- ستار كرافت
- وورلد أوف ووركرافت
- ستار كرافت 2
- وور كرافت 3

## وصلات خارجية
- كريس متزين على موقع IMDb (الإنجليزية)
- كريس متزين على موقع ميوزك برينز (الإنجليزية)
- كريس متزين على موقع ديسكوغز (الإنجليزية)
- كريس متزين على موقع قاعدة بيانات الفيلم (الإنجليزية)